# المجيزعة (إب)

تعديل مصدري - تعديل

المجيزعة محلة تابعة لقرية المقلوع، التابعة لعزلة ميتم بمديرية إب إحدى مديريات محافظة إب في الجمهورية اليمنية.، بلغ تعداد سكانها 130 حسب تعداد اليمن لعام 2004.